# Назаренко, Дмитрий Илларионович
Дмитрий Илларионович Назаренко (1861, с. Беловодск, Харьковская губерния — ?) — депутат Государственной думы I созыва от Харьковской губернии.

## Биография
Родом из крестьян села Беловодск Старобельского уезда Харьковской губернии. Окончил 2-классное министерское училище и затем учительскую семинарию. После прохождения военной службы вышел в запас в звании полкового писаря. Служил на Кавказе в Боржомском имении великого князя Михаила Николаевича рабочим, где выучился лесному делу. Позднее там же заведовал лесничествами, служил управляющим имения. Затем изучал бухгалтерию и управлял лесными промыслами. 9 лет работал конторщиком в фирме «Наследник И. Л. Серебрякова», до мая 1905 управляющий лесной эксплуатацией Сванетских лесов.
После Манифеста 17 октября 1905 вернулся на родину в Харьковскую губернию, занимался торговлей и земледелием. В 1905 году за революционную агитацию в Старобельском уезде арестован и заключен в тюрьму. Сочувствовал социалистическим идеям, но не одобрял тактики и практической деятельности социалистов, отказался вступать во Всероссийский Крестьянский союз. Ему принадлежит фраза, ставшая крылатой: «Там, где кончаются требования партии „Народной свободы“, начинаются мои».
Старобельский уездный исправник сообщал об «угрожающем беспорядками настроении слободы Беловодска». Назаренко вместе с членом РСДРП студентом Феодосийского учительского института Г. П. Логвиновым призывали бедняков захватывать казенные земли. Под влиянием революционной агитации беловодские крестьяне весной 1906 года захватили часть казенных земель, самовольно скосили сено на помещичьих землях. Но эти стихийные выступления скоро были подавлены, а захваченные крестьянами земли возвращены казне. Были арестованы и осуждены Г. П. Логвинов, А. П. Никитенко и И. У. Гусарев.
26 марта 1906 избран в Государственную думу I созыва от съезда уполномоченных от волостей. Избран он был по спискам партии кадетов. Накануне открытия Государственной думы заявил, что «без равноправия и свободы земли крестьянам не получить». Входил в Трудовую группу. Член комиссии по составлению адреса, комиссии по поверке прав членов Думы и составлению Наказа, распорядительной комиссии. Подписал законопроект «О гражданском равенстве» и заявление 10 членов Государственной думы об увеличении числа членов комиссии представителями от Сибири. Выступал в прениях при обсуждении ответного адреса и по аграрному вопросу.
Известна одна крылатая фраза Назаренко, сказанная им вскоре после открытия думы, на которую ссылается Л. Н. Толстой в своём дневнике от 1 мая 1906 года: «Если <…> найдется Пилат, способный разогнать Думу, в России наступят события, каких не видал ещё мир».
10 июля 1906 года в г. Выборге после роспуска Думы подписал «Выборгское воззвание» и осужден по ст. 129, ч. 1, п. п. 51 и 3 Уголовного Уложения, приговорен к 3 месяцам тюрьмы и лишен права быть избранным.
Член Временного комитета Трудовой группы.
После роспуска Думы отстранен от должности, затем арестован. С 31 декабря 1906 по 18 марта 1907 находился в ссылке на Кавказе, там заболел малярией, по ходатайству врачей был возвращён на родину на месяц. 19 апреля снова взят для отправки в ссылку, но оставлен из-за «крайней слабости здоровья <…> впредь до особого распоряжения». За появление на сельском сходе в его же селе пристав пригрозил «Нарымом» и потребовал прекратить какие-либо отношения с односельчанами.
В 1910 году, узнав из газет о кончине Муромцева, прислал из Беловодска своё соболезнование о кончине «незабвенного борца за свет, свободу и правду».
Дальнейшая судьба и дата смерти неизвестны.

## Семья
В результате трёх арестов Назаренко его жена заболела тяжёлой истерией, со временем припадки стали более похожи на «падучую болезнь». Кроме того у неё проявился ревматизм суставов, за время ссылки Назаренко из-за отсутствия ухода жена полностью потеряла правую руку, срослись суставы пальцев, кисти и локтя. В дополнение у неё проявился порок сердца. На руках у Назаренко, оставшегося без средств существования, было пятеро малолетних детей и жена-инвалид.